# Schloss Kalmar

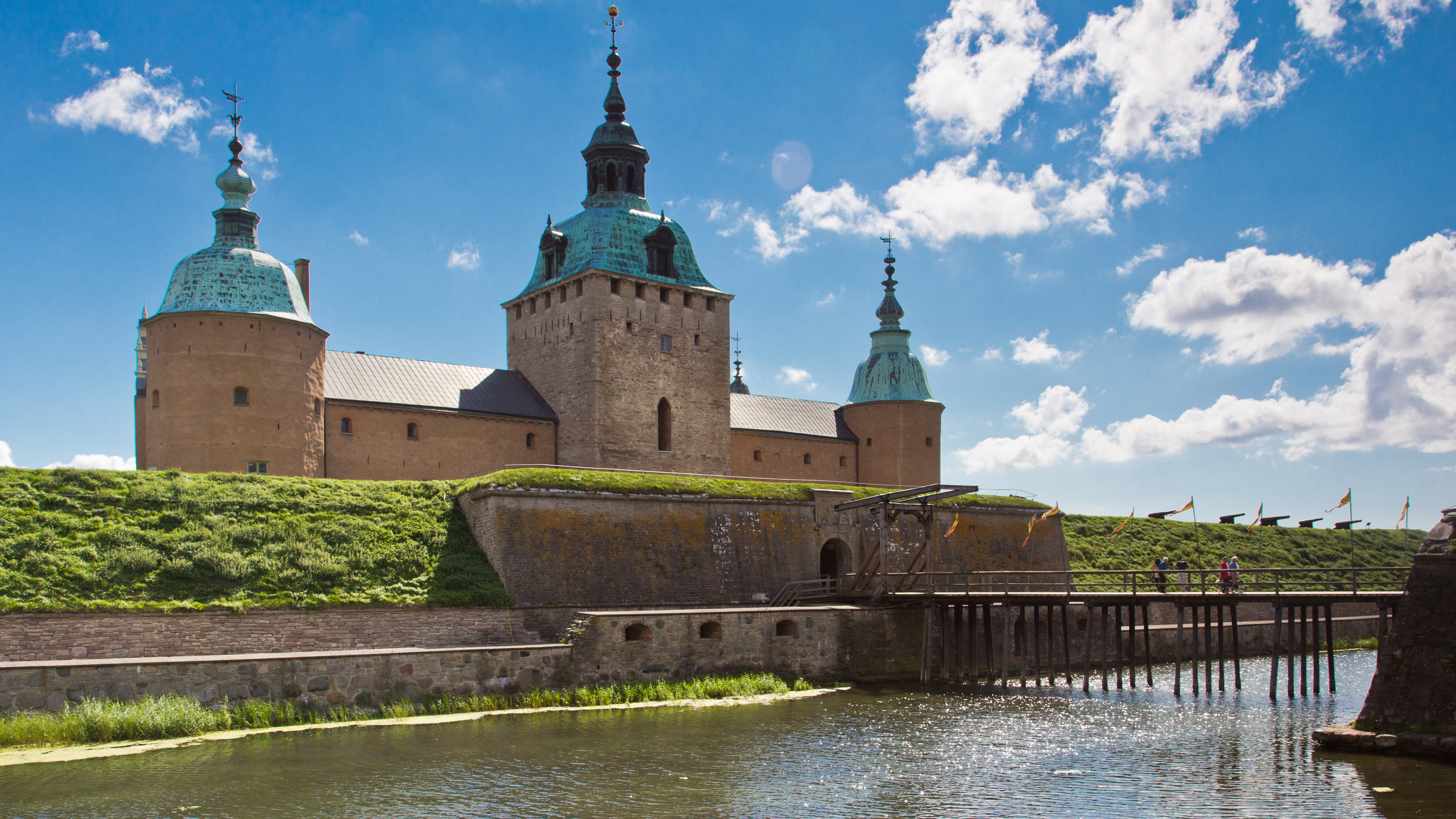
Schloss Kalmar

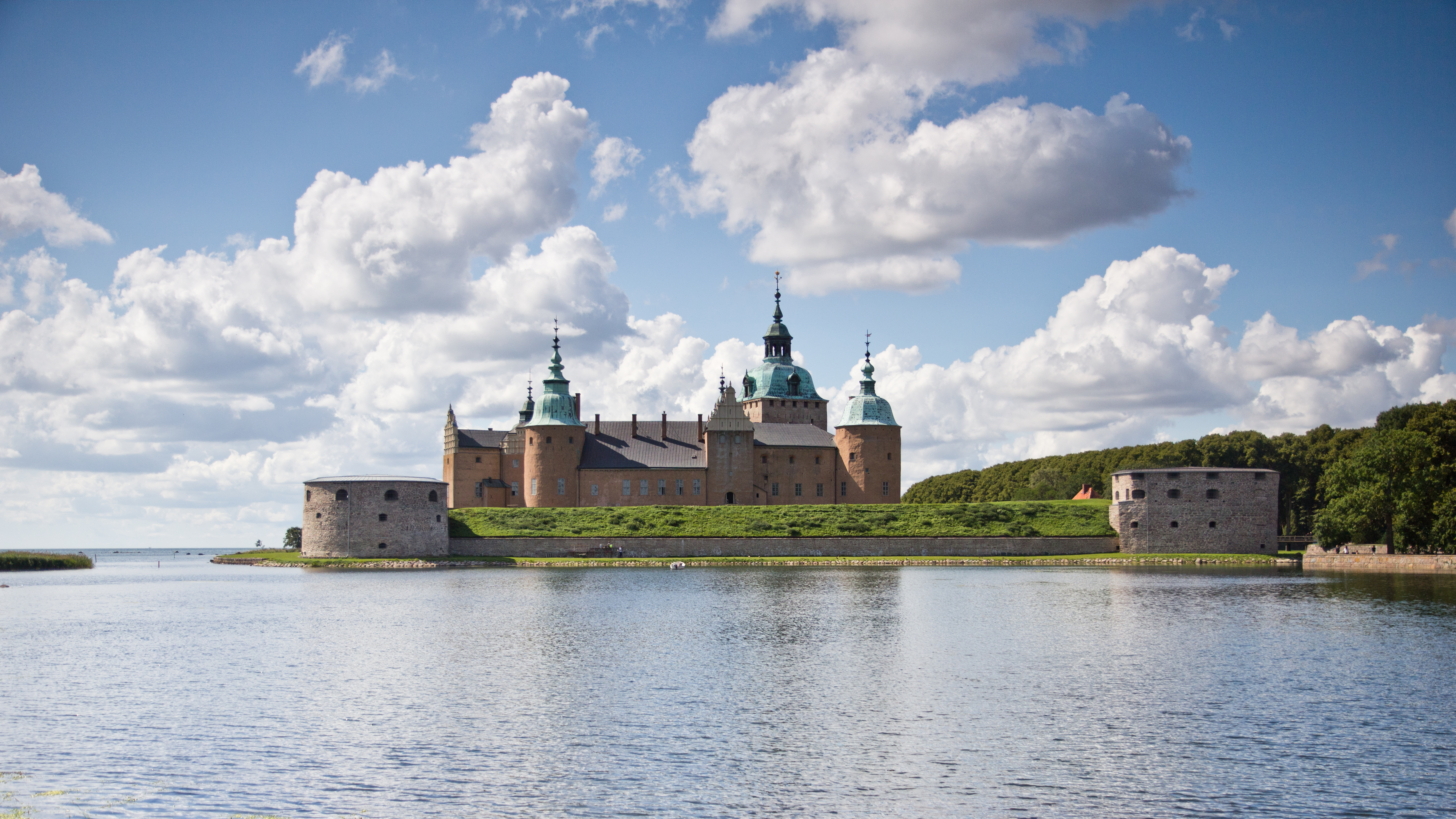
Seitenansicht

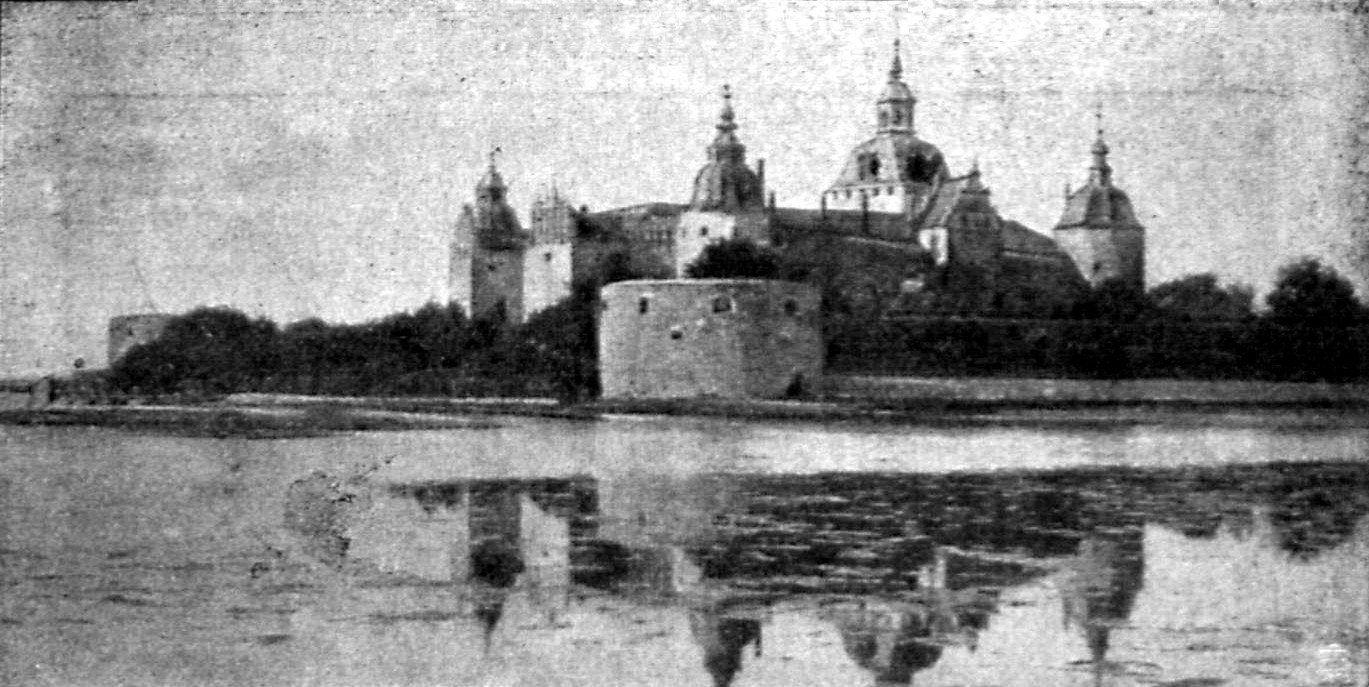
Um 1903

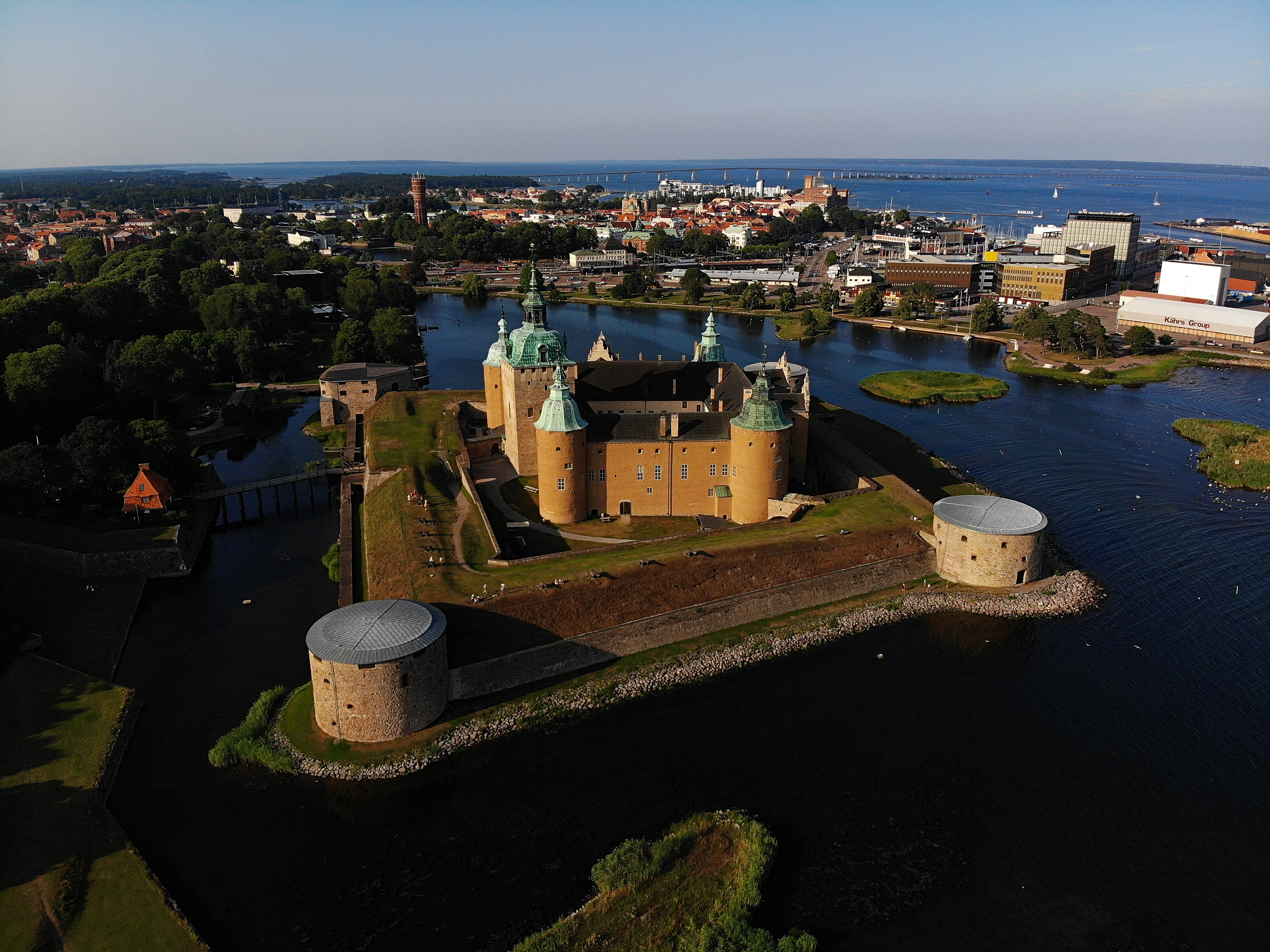
Schloss Kalmar Luftaufnahme (2021) Im Hintergrund Kalmar und die Ölandbrücke

Schloss Kalmar in der schwedischen Stadt Kalmar ist eines der besterhaltenen Renaissanceschlösser in Nordeuropa. Durch seine Lage an der einstigen Grenze zu Dänemark spielte die einstige Burg eine wichtige Rolle in der schwedischen Geschichte. Das Schloss steht auf einer kleinen Halbinsel an der Ostseeküste und ist durch einen Burggraben von Festland getrennt. Es ist seit 1935 als Byggnadsminne eingestuft.

## Geschichte
Das Schloss geht zurück auf einen 1180 unter der Regierung von Knut Eriksson erbauten Verteidigungsturm (Kastal) zum Schutz gegen Piraten und andere Feinde, die von der See her die Stadt bedrohten. Magnus Ladulås ließ Ende des 13. Jahrhunderts eine Ringmauer samt vier Türmen um den eigentlichen Verteidigungsturm errichten.
Am 17. Juni 1397 fädelte Margarethe I. von Dänemark im Schloss die Kalmarer Union ein, die zur Vereinigung der Königreiche Dänemark, Norwegen und Schweden führte. Zum Unionskönig gekrönt wurde der zu dieser Zeit fünfzehnjährige Erick VII., wobei Margarethe die Regierungsgeschäfte als Vormund ausübte.
Im 16. Jahrhundert war das Schloss der erste Aufenthaltsort Gustav Wasas in Schweden nach seiner Flucht aus dänischer Gefangenschaft. Deswegen findet man im Schloss einen Brunnen, der nach ihm benannt ist, und ein Monument zu seinen Ehren. Gustav und seine Söhne ließen das Schloss weiter ausbauen. Gustav selbst ließ es durch einen Stein- und Erdwall ergänzen, der als Verteidigung gegen die neu aufkommende Artillerie gedacht war. Die Söhne Erik XIV. und Johann III. legten mehr Augenmerk auf die künstlerische Ausstattung des Schlosses. Für die Inneneinrichtung des Bauwerkes verpflichteten sie ausländische Architekten und Künstler.
Zum Ende des 17. Jahrhunderts begann eine lange Zeit des Verfalls. Die Festung, welche unter den vorangegangenen 395 Jahren 22-mal belagert wurde, aber nie erstürmt werden konnte, wurde zum Gefängnis, Getreidespeicher und zur königlichen Schnapsbrennerei degradiert. Große Teile der alten Einrichtung wurden zerstört, und es gab sogar Vorschläge, das Schloss abzureißen. In den 1850er Jahren begann man mit Rekonstruktionsarbeiten, die zwischen 1920 und 1940 intensiviert wurden. Wegen der wirtschaftlichen Lasten des Zweiten Weltkrieges mussten diese Arbeiten allerdings vorzeitig eingestellt werden. Die Wiederherstellung des Äußern konnte damit zwar abgeschlossen werden, doch im Innern sind nur wenige Räume wieder vollumfänglich hergestellt, zahlreiche andere blieben bis zum heutigen Tag weitgehend leer.
Die Kapelle der Burg wird heute gerne für Hochzeiten genutzt.

## Aufbau des Schlosses
In der ursprünglichen Fassung aus dem 12. Jahrhundert war Kalmar von einer unregelmäßigen Ringmauer umgeben. Zur besseren Verteidigung errichtete man den Donjon zur Seeseite hin und schützte ihn durch zwei massive Rundtürme. Zwei quadratische Tortürme sicherten die Einfallswege am Tor. Die runden Türme – eigentlich eine französisch-deutsche Entwicklung – waren lange Jahre die einzigen Türme ihrer Art in Skandinavien.
Gustav Wasa baute die Burg grundlegend um. Aus der mittelalterlichen Zeit erhalten blieb einzig der alte Donjon, die Wohnbauten dagegen wurden palastartig neu errichtet. Anstelle der bisherigen Türme baute er niedrigere, aber massivere Bastionen für die Artillerie. Ein zusätzlicher Außenwall ergänzte die verstärkte Befestigung.